# 苦郎树
苦郎树（学名：Clerodendrum inerme），又名苦林盘、苦蓝盘、许树、假茉莉、海常山、臺灣連翹，长期归类于大青属，曾归为唇形科苦郎属的物种。分布于东南亚、台湾、印度、大洋洲以及中国大陆的福建、广东、广西等地，多生于海岸沙滩和潮汐能至的地方，目前尚未由人工引种栽培。